# Милицин, Альберт Васильевич
Альберт Васильевич Милицин (1926—2013) — советский специалист и руководитель работ в области информационно-измерительных систем управления космическими полётами, организатор и первый руководитель Центра управления космическими полётами, кандидат технических наук (1959). Лауреат Государственной премии СССР (1970).

## Биография
Родился 2 декабря 1926 года в Москве.

### В НИИ-88
С 1947 по 1952 год обучался в Московском авиационном институте имени Серго Орджоникидзе. С 1952 по 1965 год работал в НИИ-88 в должностях: инженер, руководитель группы и сектора, начальник лаборатории отдела измерительной техники, начальником отдела вычислительных машин и систем автоматической отработки данных, занимался созданием информационно-измерительных систем для ракетно-космической техники,в том числе в создании бортовой системы телеметрических измерений для первых искусственных спутников Земли. 27 декабря 1957 года Указом Президиума Верховного Совета СССР «За заслуги в деле создания и запуска в Советском Союзе Первого в Мире искусственного спутника Земли» А. В. Милицин был награждён Орденом «Знак Почёта».

### В КВЦ — Центре управления космическими полётами
С 1965 по 1973 год А. В. Милицин был назначен начальником Координационно-вычислительного центра при НИИ-88, был организатором информационного обеспечения государственных комиссий, обработке и отображению информации при лётно-конструкторских испытаниях пилотируемых кораблей и автоматических станций, спутников научного и прикладного назначения, в том числе по автоматическим межпланетным станциям «Венера», «Марс» и спутникам прикладного и научного назначения «Метеор», «Протон», а также по пилотируемым программам космических кораблей  «Союз» и станции «Салют».
С 1973 по 1984 год — руководитель Центра управления космическими полётами. Центр с новым комплексом технических средств под руководством А. В. Милицина обеспечивал реализацией совместного с США экспериментального проекта «Союз» — «Аполлон», были согласованы  терминология и модели движения космических аппаратов, было обеспечение управления модернизированными кораблями «Союз» в пилотируемом и беспилотном вариантах, было создано подразделение командно-программного обеспечения управления космическим полётом, в том числе в 1975 году пилотируемых кораблей СССР — «Союз-19» и США — «Аполлон» с их стыковкой на орбите и взаимными переходами членов экипажей из корабля в корабль, с 1977 года Центр занимался обеспечением управления полётом орбитальной станции «Салют-6» и с 1978 года обеспечение управления полётом автоматических межпланетных станций в том числе для полётов к Венере и с 1984 года к комете Галлея. С 1982 по 1991 год обеспечивал управление полётом орбитальной станции «Салют-7». С 1984 по 2000 год он являлся — главным конструктором и с 2000 года — консультантом этого центра. В последующем с 1988 по 1989 годы был участником обеспечением управления полётом космического корабля к Марсу и Фобосу.

### Признание
В 1959 году А. В. Милицин защитил диссертацию на соискание учёной степени
кандидат технических наук, в 1963 году ему было присвоено учёное звание —
старший научный сотрудник. А. В. Милицин был автором более 150 научных трудов, в том числе монографий в области управления космическими аппаратами. А. В. Милицин являлся одним из руководителей создания первых телевизионных измерительных систем для отработки  образцов ракетно-космической техники, был участником создания радиотелеметрической системы «Трал». А. В. Милицин внёс весомый вклад в решение организационных и технических задач в космической программе «Энергия — Буран».
В 1970 году «закрытым» Постановлением ЦК КПСС и СМ СССР «За заслуги по созданию Координационно-вычислительного центра управления космическим аппаратами» был удостоен Государственной премии СССР в области науки и техники.
15 января 1976 года Указом Президиума Верховного Совета СССР За успешное осуществление программы «Союз — Аполлон» А. В.  Милицин был награждён Орденом Октябрьской революции
Скончался 17 сентября 2013 года в Москве, похоронен на Ваганьковском кладбище.

## Награды
- Орден Октябрьской революции
- Орден «Знак Почёта»

### Премии
- Государственная премия СССР в области науки и техники (1970)[1]